# Hefeng (köpinghuvudort i Kina, Jiangsu Sheng, lat 31,39, long 119,00)
Hefeng (kinesiska: 和凤, 和凤镇) är en köpinghuvudort i Kina. Den ligger i provinsen Jiangsu, i den östra delen av landet, omkring 77 kilometer söder om provinshuvudstaden Nanjing. Antalet invånare är 43 823. Befolkningen består av 21 148 kvinnor och 22 675 män. Barn under 15 år utgör 11,0 %, vuxna 15-64 år 74 %, och äldre över 65 år 13,0 %.
Runt Hefeng är det tätbefolkat, med 397 invånare per kvadratkilometer. Närmaste större samhälle är Yangjiang, 19,4 km väster om Hefeng. Trakten runt Hefeng består till största delen av jordbruksmark.
Genomsnittlig årsnederbörd är 1 538 millimeter. Den regnigaste månaden är juli, med i genomsnitt 254 mm nederbörd, och den torraste är december, med 48 mm nederbörd.